# Breakbeat
Pour les articles homonymes, voir Breakbeat (homonymie).
Genres dérivés
Jungle, drum and bass, 2-step garage, 4-beat, dubstep
Genres associés
Acid breaks, big beat, breakcore, broken beat, nu-funk, nu skool breaks, breakbeat progressif
Le breakbeat désigne un courant de musique électronique caractérisé par la présence de rythmes binaires très syncopés et l'utilisation intense de polyrythmes (en anglais breakbeat signifie littéralement « rythme cassé »). Le breakbeat s'oppose ainsi à d'autres genres de musique électronique au rythme plus régulier et stable telle que la house.

## Histoire
Ce modèle rythmique est inspiré notamment initialement de la musique funk. Des exemples précurseurs du breakbeat dans les accompagnements musicaux d'artistes funk et soul incluent James Brown, Herbie Hancock ou Lyn Collins. Le breakbeat est créé aux États-Unis par le DJ de hip-hop DJ Kool Herc qui passe en boucle un même extrait de chanson sur lequel ne sont présentes que la basse et les percussions. Il a en effet remarqué que le public réagit mieux aux passages instrumentaux rythmiques. Les danseurs de hip-hop se nomment breakers à cause du rythme utilisé. Il est toujours joué dans les battles de breakdance.
À la fin des années 1990, un autre style de breakbeat apparait, le funky breaks, un style qui incorporait des éléments de trance, de hip-hop et de jungle. Les Chemical Brothers et le label Mo' Wax Records de James Lavelle en sont les pionniers. Le genre connait son apogée commerciale en 1997, lorsque cette musique était en tête des hit-parades pop et apparaissait souvent dans les publicités. Les artistes les plus connus de ce son sont The Prodigy, Death in Vegas, The Crystal Method, Propellerheads.

## Caractéristiques
Par extension, le terme breakbeat peut être employé de façon générique pour désigner la famille de genres musicaux qui font usage de ce type de rythmique, par exemple le hip-hop, le drum and bass ou encore le trip hop. On désignera aussi naturellement par ce terme la musique faisant appel à des rythmes breakbeat mais ne pouvant être classée dans un genre musical plus spécifique. Techniquement, la séquence breakbeat est réalisée à partir d'échantillons de batterie issus d'enregistrements existants ou alors construits de manière originale à l'aide d'une boîte à rythmes ou d'une batterie acoustique. Par extension, les compilations d'échantillons de batterie (ou de boucles de rythme) et les disques-outils (tools) spécialisées pour les DJ sont nommés breakbeat.
Le terme breakbeat est utilisé pour l'électro ; il désigne un type de musique utilisant beaucoup de basses sur des rythmes très entraînants. Ce dérivé du genre s'est essentiellement développé en Angleterre. On en distingue plusieurs variations, telles que le Miami bass, big beat, le nu skool breaks ou le breakbeat progressif. Il est représenté par des groupes ou DJ comme les Stanton Warriors, Cut and Run, Adam Freeland ou encore les Plump DJ's.

### Amen break
L'Amen break, un break de la chanson Amen, Brother des Winstons est largement considéré comme l'un des breaks les plus utilisés et échantillonnés parmi les musiques utilisant des breakbeats. Ce break est utilisé pour la première fois sur King of the Beats par Mantronix, et a depuis été utilisé dans des milliers de chansons. D'autres breaks populaires proviennent Funky Drummer (1970) et Give it Up or Turnit a Loose de James Brown, Think de Lyn Collins, et la reprise de Apache par The Shadows en 1973. The Winstons n'ont jamais reçu de redevances pour l'utilisation par des tiers d'échantillons du break enregistrés sur leur disque original.